# Glanzende drietandglimmer
De glanzende drietandglimmer (Amara kulti) is een keversoort uit de familie van de loopkevers (Carabidae). De wetenschappelijke naam van de soort werd in 1947 gepubliceerd door Fassati.